# Cerapachys cryptus
Cerapachys cryptus är en myrart som beskrevs av Mann 1921. Cerapachys cryptus ingår i släktet Cerapachys och familjen myror. Inga underarter finns listade.